# Penicillium gladioli
Penicillium gladioli Machacek – gatunek grzybów z rodziny Aspergillaceae. Jest jednym z wielu gatunków Penicillium (pędzlaków) wywołujących chorobę o nazwie penicilioza cebul (zgnilizna pędzlakowa).

## Systematyka i nazewnictwo
Pozycja w klasyfikacji według Index Fungorum: Penicillium, Aspergillaceae, Eurotiales, Eurotiomycetidae, Eurotiomycetes, Pezizomycotina, Ascomycota, Fungi.
Po raz pierwszy opisany został na pędach żywych mieczyków (Gladiolus) w Kanadzie w 1927 r.
Synonimy:
- Eupenicillium crustaceum F. Ludw. 1892
- Penicillium gladioli L. McCulloch & Thom 1928[3].